# Stazione di Lavis FTM
La stazione di Lavis FTM è una stazione ferroviaria della linea Trento-Malé-Mezzana, inaugurata il 29 luglio 2018 in sostituzione della preesistente stazione, che si trova nel comune di Lavis.

## Strutture e impianti
La gestione degli impianti è affidata a Trentino Trasporti.
La stazione è dotata di 2 binari, entrambi di corsa poiché la tratta è a doppio binario.

## Servizi
- Biglietteria automatica
- Sala d'attesa
- Servizi igienici
- Parcheggi di superficie
- Bar

## Interscambi
- Fermata autobus Trentino Trasporti